# Rudy Wiedoeft
Rudolph Cornelius Wiedoeft (Detroit, 3 januari 1893 - Flushing, 18 februari 1940) was een Amerikaanse saxofonist.

## Biografie
Wiedoeft was de zoon van Duitse immigranten en leerde als kind eerst viool spelen, speelde daarna klarinet in het familieorkest en wisselde uiteindelijk na de verhuizing naar New York naar de C-melody-saxofoon. Soms speelde hij ook alt- en sopraansaxofoon. Hij was tijdens de jaren 1910 beroemd door zijn virtuoze spel op het toentertijd zelden bespeelde instrument en hij werkte mee aan ongeveer 300 opnamen. Hij kan niet echt als jazzsaxofonist worden beschouwd. Zijn muziek behoort meer tot het entertainment en Veaudeville genre. Hij speelde onder andere in de Frisco Jass Band, in de bigband van George Olsen en van zijn broer Herb Wiedoeft, voordat hij naar New York ging.
Hij nam onder zijn eigen naam op voor Victor Records en was tijdens de jaren 1920 een populair muzikant, die regelmatig optrad op de radio. Hij werkte ook bij de saxofonist Rudy Vallée, die zijn spel intensief had bestudeerd van platen en een poos in Frankrijk. Midden jaren 1930 verliet hij de muziekbusiness om in het mijnbedrijf te investeren. De muziek van Wiedoeft leeft onder meer voort in opnames die de Nederlandse saxofonist Leo van Oostrom ervan heeft gemaakt. Ook is er bladmuziek van beschikbaar. Verder heeft Wiedoeft ook etudeboeken gepubliceerd. 

## Overlijden
Rudy Wiedoeft overleed in februari 1940 op bijna 46-jarige leeftijd aan levercirrhose
- Bibliothèque nationale de France: cb14239041f (data)
- Gemeinsame Normdatei: 1139055836
- International Standard Name Identifier: 0000 0001 1037 5672
- Library of Congress Control Number: n82139100
- MusicBrainz: 8d163003-0963-4471-9673-e236050cc763
- Nationale Bibliotheek van Tsjechië: mzk2010597040
- Nationale Bibliotheek van Israël: 987007334985805171
- Istituto Centrale per il Catalogo Unico: DDSV170906
- Système universitaire de documentation: 164089209
- Virtual International Authority File: 8739219
- WorldCat: E39PBJfmkPVvV4BQWMVf397vHC